# Post Royal
Post Royal (dt.: Königliche Post(en)) ist eine Siedlung im Parish Saint Andrew im Osten von Grenada.

## Geographie
Die Siedlung gehört zu Union Village. Sie liegt zwischen Plaisance und Battle Hill auf der Anhöhe auf ca. 160 m Höhe über der Ostküste.
Im Norden schließt der Ort Deblando an.

## Klima
Das Klima ist tropisch heiß. 